# 국가지진공정연구중심

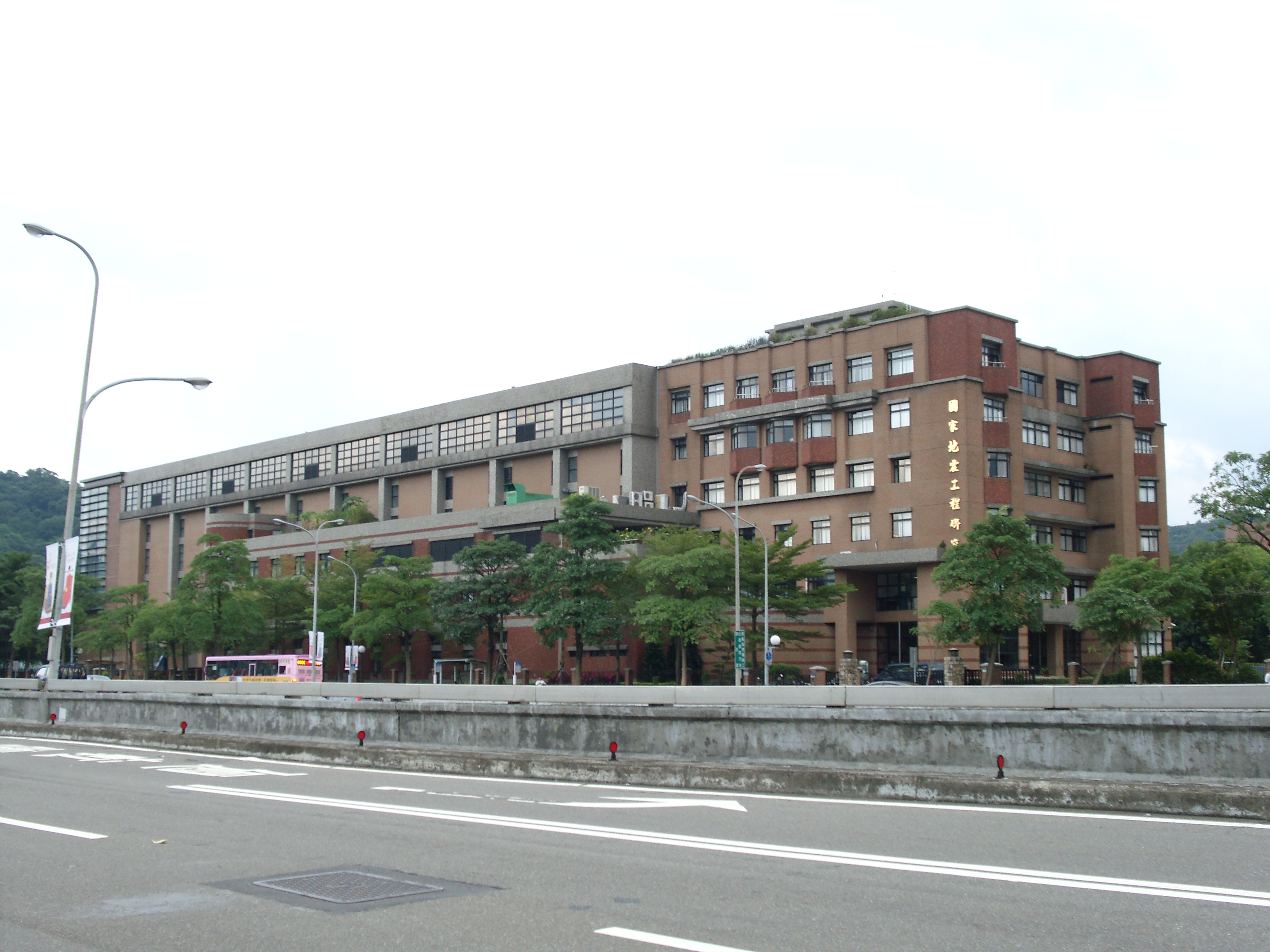

국가지진공정연구중심(중국어: 國家地震工程硏究中心, 영어: National Center for Research on Earthquake Engineering, 약칭: NCREE)은 중화민국의 비영리 단체 연구소이다. 1980년에 설립되었으며, 2009년 2월 현재 연구소장은 Tsai, Keh-Chyuan (蔡克銓)이다.

## 같이 보기
- 대만의 지진 목록